# 샐리 거널
샐리 제인 재닛 거널 (Sally Jane Janet Gunnell, OBE, 1966년 7월 29일 ~ )은 영국의 전직 육상 선수이며, 1992년 바르셀로나 올림픽 400m 허들에서 금메달을 획득하였다.
그녀는 올림픽, 세계, 유럽 선수권 대회 코먼웰스 게임 타이틀을 우승하는 데 단 하나의 영국의 여성 선수이며, 2014년 현재로 봐서 400m 허들의 올림픽과 세계 타이틀을 우승하여 세계 기록을 깨는 데 단 하나의 여성 선수이다. 2006년 1월까지 BBC의 텔레비전 사회자로 일하였다.

## 어린 시절
에섹스 주 치그웰에서 태어나 부모의 농장에서 자랐다.

## 육상 경력
거널은 멀리뛰기와 7종 경기 선수로서 에섹스 여자 클럽과 함께 육상을 시작한 후에 허들에 전문적이었다. 1984년 7종 경기와 100m 허들에서 5680점과 13.30초의 영국 주니어 기록과 함께 둘다 올림픽 선발을 놓쳤다.
1986년 AAA와 영국 타이틀 등을 우승한 거널은 에딘버러에서 열린 코먼웰스 게임에서 100m 허들을 우승하였다.
1987년에 그녀는 59.9초를 세우면서 400m 허들 종목을 시도하고, 이듬해 서울 올림픽에 도달할 작정이었다. 버밍엄에서 열린 올림픽 선발 시합에서 55.40초와 함께 영국 기록을 깼다. 서울에서 2번이나 향상시키는 데 준결승전에서 54.03초로, 결승전에서 5위를 하는 데 54.03초로 달렸다.
1989년 거널은 400m 허들에서 유럽 실내 타이틀을 우승하고, 실외 경기에서는 2위를 하였다. 1990년 1월에 그녀는 오클랜드에서 열린 코먼웰스 게임에서 서울 올림픽 챔피언 데비 플린토프킹을 누르고 우승을 차지했다.
거널은 1991년 자신의 3년 영국 기록을 3번이나 향상시키면서 자신 경력의 최고 단계로 들어갔다. 몬테카를로에서 53.78초, 취리히에서 53.64초를 달리고나서 도쿄에서 열린 세계 육상 선수권 대회에서 53.16초와 2위를 하였다.
1992년 바르셀로나 올림픽에서 샌드라 파머패트릭을 꺾는 데 53.24초를 달려 금메달을 획득하였다. 이듬해 슈투트가르트에서 열린 세계 육상 선수권 대회에서 52.74초로 우승하는 데 400m 허들에서 세계 기록을 세우면서 자신의 절정에 도달하였다. 이 기록은 1995년 킴 배튼에 의하여 깨졌으나, 아직도 영국 기록으로 남아있다.
1994년 거널은 53.33초로 편히 우승하며 유럽 타이틀을 추가하였다. 또한 굿윌 게임에서 킴 배튼을 앞서 우승하고, 성공적으로 코먼웰스 게임 타이틀들을 성공적으로 유지하였다.
그녀는 부상으로 인하여 1995년 시즌의 대부분을 놓쳤다. 이듬해 애틀랜타 올림픽에서는 준결승전에서 탈락하였다.
1997년 9월 아킬레스건 부상으로 육상에서 은퇴하였다.